# James Pitt
James Pitt był osiemnastowiecznym dziennikarzem brytyjskim.
Pitt pisał eseje w  The London Journal chwalące rząd  Robert Walpole'a, pod pseudonimem: "Francis Osborne".
W listopadzie 1722 roku The London Journal stało się gazetą prorządową. Do tego czasu atakowała Walpole'a. Artykuły te były artykułami wiodącymi i często jedynymi oryginalnymi artykułami w jednej z najpopularniejszych gazet w Anglii, London Journal. Gazeta Pitta sprzedawała 5000 egzemplarzy tygodniowo, a ze względu na sposób, w jaki gazety były konsumowane w tamtych czasach, szacuje się, że mógł być czytany lub słyszany nawet przez sto tysięcy osób każdego tygodnia. Co więcej, wiele z jego chrześcijańskich pism deistycznych zostało ponownie opublikowanych w amerykańskiej gazecie Benjamina Franklina.
Pitt był chrześcijańskim deistą, a w wielu swoich artykułach dla London Journal wyraził najważniejsze punkty chrześcijańskiego deizmu.
Pitt został pochowany 23 stycznia 1763 roku w Hampstead. "Pan Pitt, który zmarł w swoim domu przy Essex-street w wieku 84 lat, był wcześniej redaktorem jednego z czasopism na rzecz Sir Roberta Walpole'a i przypuszcza się, że jest osobą, o której mowa w Dunciad pod imieniem Matki Osborne". Niektóre listy pana Pitta są drukowane w kolekcji dr Howarda.